# Coelogynopora bresslaui
Coelogynopora bresslaui är en plattmaskart som beskrevs av Steinböck 1924. Coelogynopora bresslaui ingår i släktet Coelogynopora och familjen Coelogynoporidae. Inga underarter finns listade i Catalogue of Life.